# Eldar Qasımov
Eldar Qasımov (azerbajdzjanska: Eldar Qasımov, Eldar Qasymov), född 4 juni 1989 i Baku, är en azerbajdzjansk sångare. Gasimov började sjunga vid ung ålder, och har deltagit i flera musikfestivaler i olika städer i Azerbajdzjan och Ryssland. Han är barnbarnsbarn till Abbas Mirza Sjarifzadeh och Marzijja Davudova som var mycket kända skådespelare i Azerbajdzjan.

## Eurovision 2011
Qasımov deltog i den azerbajdzjanska uttagningen till Eurovision Song Contest 2011, Milli Seçim Turu 2010. Qasımov uppträdde för första gången i kvalheat 6, där han slutade på andra plats med 10 poäng, bakom Ilgarä Ibrahimova som kvalificerade sig till semifinalen. Qasımov kvalificerade sig till finalen den 11 februari tillsammans med fyra andra artister, där han och Nigar Dzjamal vann finalen och kom att representera Azerbajdzjan vid Eurovision Song Contest 2011 i Düsseldorf, Tyskland. De deltog med den svenskskrivna låten "Running Scared". De deltog i den första semifinalen den 10 maj 2011, från vilken de tog sig vidare till finalen den 14 maj. Slutligen vann han på lördagen den 14 maj med låten "Running Scared", tillsammans med Nigar Dzjamal (Nikki) i  Düsseldorf, Tyskland. Azerbajdzjan vann efter bara fyra år som tävlande i Eurovision Song Contest. 
Eurovision Song Contest 2012 arrangerades i Baku, Azerbajdzjan. Där var Qasımov en av programledarna tillsammans med Lejla Alijeva och Nargiz Birk-Petersen.

### Fotnoter
1. ↑  läs online, eurovisionworld.com , läst: 5 februari 2025.[källa från Wikidata]
2. ↑  Hondal, Victor (11 februari 2011). ”Azerbaijan sends Eldar Gasimov and Nigar Jamal to Eurovision”. esctoday. Arkiverad från originalet den 14 februari 2011. https://web.archive.org/web/20110214194830/http://www.esctoday.com/news/read/16720. (engelska)
3. ↑  Siim, Jarmo (11 februari 2011). ”Nigar & Eldar get gold in Azerbaijan”. EBU. http://www.eurovision.tv/page/news?id=25393&_t=nigar_and_eldar_get_gold_in_azerbaijan. (engelska)